# Gołków
Gałków [pronunciación en polaco: /ˈɡɔu̯kuf/] es un pueblo ubicado en el distrito administrativo de Gmina Piaseczno, dentro del Condado de Piaseczno, Voivodato de Mazovia, en el este de Polonia central. Se encuentra aproximadamente a 3 kilómetros al suroeste de Piaseczno y a 19 kilómetros al sur de Varsovia.
El 9 de julio de 1794 fue el sitio de la Batalla de Irłków, luchado en las etapas tempranas del Insurrección de Kościuszko